# Vallehondo
Vallehondo es una ciudad , en la comarca del Alto Tormes, provincia de Ávila, Castilla y León, España.
Hasta 1883 perteneció a la provincia de Salamanca. Vallehondo es la gran urbe, tiene aproximadamente 7 habitantes, en verano 100 habitantes.
Limita al norte con La Horcajada (Ávila), al este con San Lorenzo de Tormes, al sur con El Barco de Ávila y al oeste con El Tejado.

## Situación
Está situado en el límite de las provincias de Salamanca, Cáceres y Ávila, al suroeste de ésta, siendo cabeza natural de la comarca formada por los Valles del Tormes y del Aravalle, más conocida como Alto Tormes.
Al hallarse en las inmediaciones de la Sierra de Gredos, su clima es continental alpino, con inviernos fríos y veranos suaves.

## Escudo
No hay certezas sobre su origen histórico.

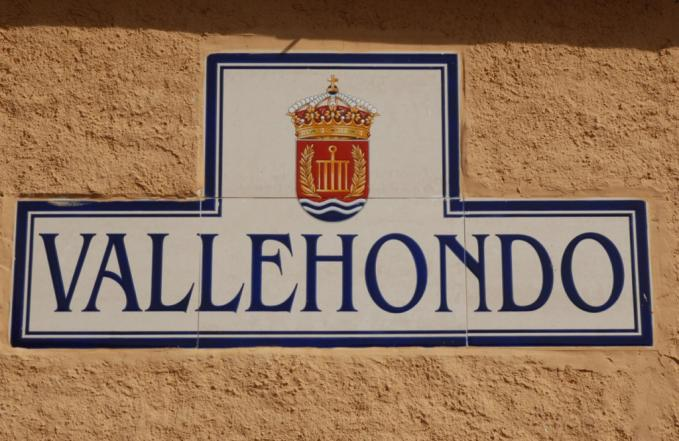
Escudo que emplea la localidad para representarse; coincide con el diseño que usa el municipio al que pertenece, San Lorenzo de Tormes.

## Etimología
No se sabe a ciencia cierta de donde procede el nombre del pueblo.
Es posible que al encontrarse el Barrio de Abajo en una especie de valle, se le pusiese el nombre de ValleHondo
También es conocido como el Pueblo de las 3 mentiras, ya que ni es pueblo, ni es valle, ni es hondo

## Monumentos y lugares de interés

### Río Tormes
Afluente del río Duero, su cuenca yace en el entorno del pueblo, dotando a la tierra de gran riqueza[cita requerida] y formando la conocida como ribera del Tormes.

### La ermita
Una pequeña iglesia que recientemente ha sido reformada y pintada.

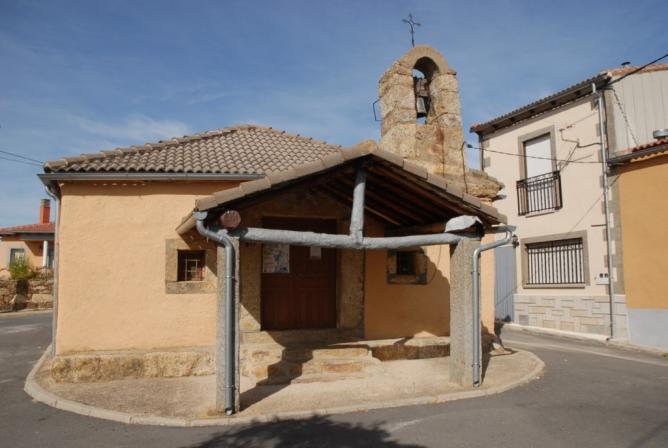
Ermita de la Inmaculada

### La plaza
Se llama plaza de España. Durante los últimos años se ha ido reformando, agregando un kiosko, bancos, parque infantil para niños, y una barbacoa que se utiliza mayormente en la fiesta del pueblo.[cita requerida]

### El cementerio
Compartido con San Lorenzo de Tormes.

El picadero

## Población
Actúalmente están censados en el pueblo 28 personas, 13 varones y 15 mujeres aunque su población está muy envejecida.
La evolución demográfica del pueblo en los últimos 10 años ha sido la siguiente:
| Año  | Población Total | Varones | Mujeres |
| ---- | --------------- | ------- | ------- |
| 2000 | 37              | 22      | 15      |
| 2001 | 34              | 19      | 15      |
| 2002 | 32              | 17      | 15      |
| 2003 | 30              | 15      | 15      |
| 2004 | 34              | 18      | 16      |
| 2005 | 31              | 16      | 15      |
| 2006 | 31              | 14      | 17      |
| 2007 | 30              | 14      | 16      |
| 2008 | 31              | 17      | 14      |
| 2009 | 27              | 15      | 12      |
| 2010 | 28              | 13      | 15      |

Fuente: http://www.ine.es/

## Gastronomía
La gastronomía de la zona está basada en los productos de la tierra, fruto del clima frío y seco, y con abundante agua de gran pureza.
El producto estrella de la gastronomía son sin duda las judías de El Barco de Ávila, que cuentan con el segundo Consejo de Denominación Especifica más antiguo de España. Así, se trata del primer producto leguminoso reconocido con la "Indicación Geográfica Protegida" (orden de 5 de enero de 1989 del Ministerio de Agricultura, Pesca y Alimentación), adelantándose a la fabada asturiana (orden de 6 de julio de 1990). Ambos productos están en la actualidad inscritos en el registro comunitario desde 1996.

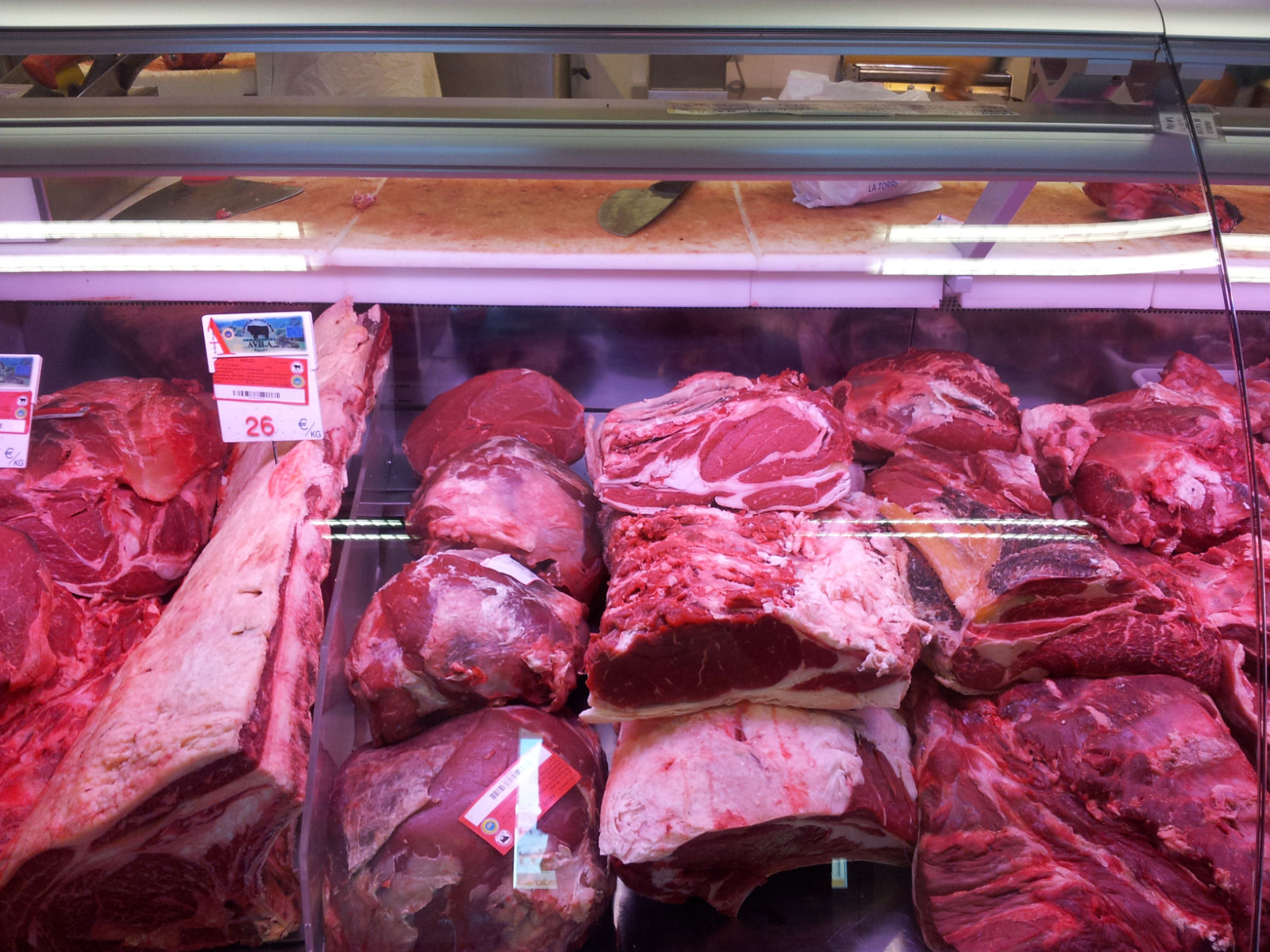
Carne de Ávileña

Son judías secas separadas de la vaina, procedentes de plantas de la familia de las leguminosas, especie Phaseolus communis, de las variedades blanca redonda, blanca riñón, morada larga, morada redonda, arrocina, planchada y judión de Barco, enteras y destinadas a consumo humano. Existen formas tradicionales y propias de la localidad de preparar las diferentes variedades de judías que se producen dentro de la zona protegida.
Entre otros cultivos de la zona podemos citar a la patata, de la que encontramos una gran cantidad de variedades; se suele preparar machacada y mezclada con pimentón y algún torrezno, llamándole a este guiso patatas revueltas o revolconas. También encontramos gran cantidad de manzanos, de distintas variedades, destacando la manzana reineta, acaparando la zona hasta hace pocos años la producción española de manzana reineta.
Además, en la zona se encuentran carnes de gran calidad debido a la abundancia de los pastos, concretamente la ternera avileña, que cuenta con denominación específica.
También son destacables las truchas del Tormes y los embutidos producidos en la zona.

## Economía

### Turismo
La localidad cuenta con dos Casas Rurales, El Ameal y La Molinera.

## Eventos y festejos
La fiesta se celebra siempre en el primer fin de semana de agosto normalmente.
Es una fiesta privada organizada por la Peña "Los Marchosos", y en la cual suelen participar y ayudar la mayoría de integrantes del pueblo.
Los festejos consisten en lo siguiente:

### Primer sábado de agosto
- Procesión recorriendo los dos barrios del pueblo, el de Arriba y el de 
Abajo.

- Aperitivo en la plaza del pueblo, aderezada con la orquesta-charanga. 
Suele ser típica la sangría.

- Cena en la plaza mayor con productos típicos de la tierra, embutidos, 
etc.

- Ameniza la noche Ernesto DJ

### Primer domingo de agosto
- Comida en la plaza del pueblo que suele cocido tortilla migas cristal lapiceros 
o las típicas patatas "machaconas" aderazadas con panceta de cerdo.